# Santa María de Ostula
Santa María de Ostula est une ville située à l'extrême sud-ouest de l'état de Michoacan de Ocampo et près des côtes de l'océan Pacifique.